# جبال أكاكوس
جبال أكاكوس أو تدرارت أكاكوس. هي جبال صخرية تقع في جنوب غرب ليبيا وضمن الصحراء الكبرى، وأقرب مدينة إليها هي غات الأثرية.

## نبذة

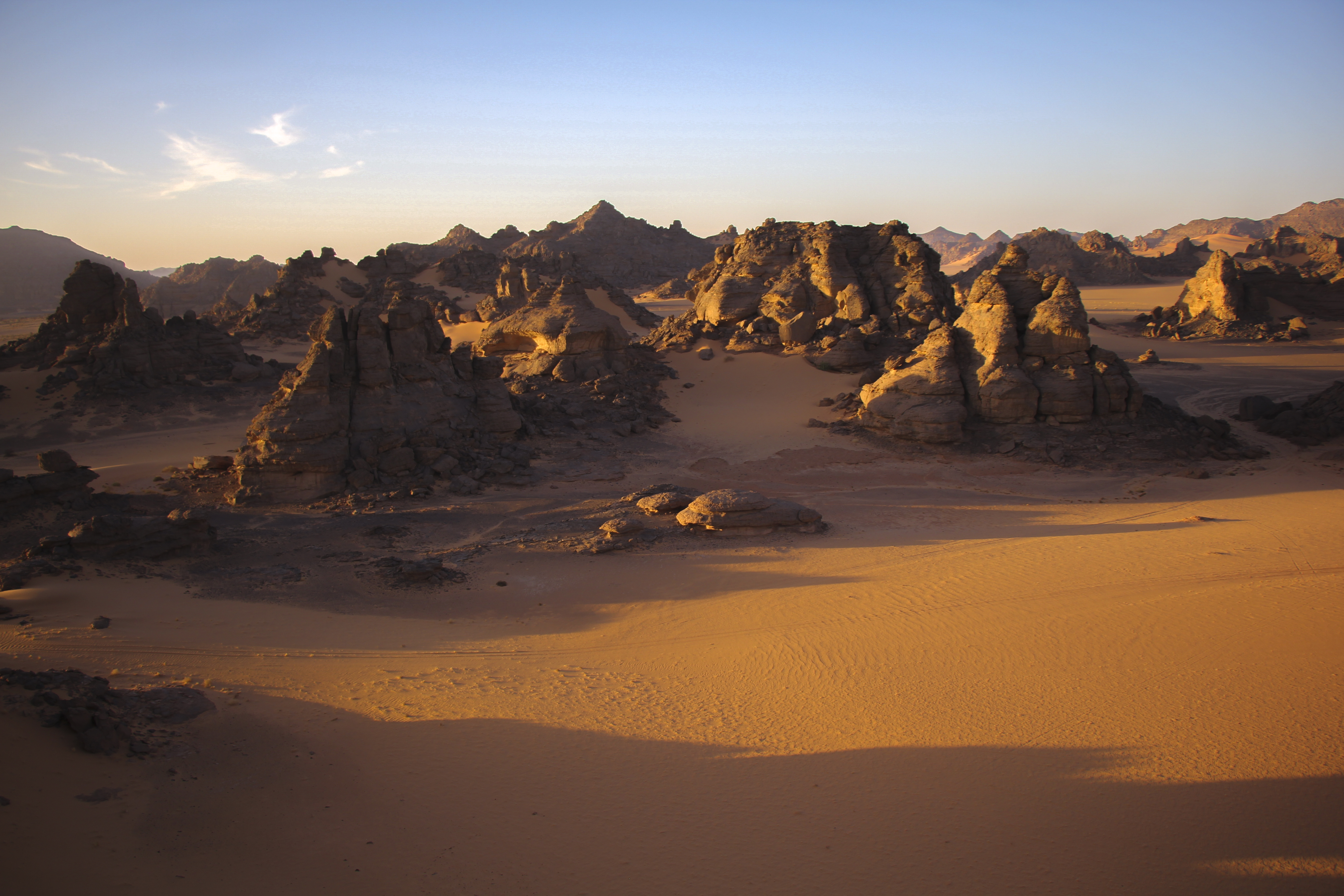

يوجد في أكاكوس مجموعة مختلفة من المناظر الطبيعية، من الرياح الرملية الملونة إلى الأقواس الصخرية والأحجار الضخمة إلى الوديان. من أهم المواقع في المنطقة قوس «افازاجار» وقوس «تن خلجة». ورغم أن المنطقة من أشد المناطق القاحلة في الصحراء الكبرى إلا أنه يوجد بها بعض النباتات مثل نبات «الكالوتروبيس».
وتشتهر المنطقة بكهوفها القديمة، كما أنها غنية بمجموعة المنحوتات واللوحات المرسومة على الصخر أعلنت من قبل اليونسكو كموقع للتراث العالمي في العام 1985 بسبب أهمية هذه اللوحات والمنحوتات والتي يعود تاريخ بعضها إلى 21,000 عام. والتي تعكس ثقافة وطبيعة التغيرات في المنطقة.
اللوحات والمنحوتات هي لحيوانات مثل الزرافات والفيلة والنعام والجمال وأيضا مجموعة من الناس والأحصنة، صور رجال تصور مواضح الحياة المختلفة للإنسان القديم مثلا في حالة عزف الموسيقى والرقص.

## الموقع الجغرافي
تقع جبال أكاكوس في إقليم فزان الذي يتصل بطرابلس شمالا وببرقة جنوبا وبجمهوريتي النيجر والتشاد غربا والجزائر من جهة الجنوب. تتسم أراضي الإقليم بطبيعة الصحراوية، وتتوفر على العديد من الأودية والواحات.

## النقوش الاثرية
تبرز النقوش الأثرية فوق صفحة الجبال منحوتات بأشكال حيوانية ضخمة تتمثل في فيلة وأحصنة وزرافات وأبقار ونعام.  تتجلى هذه النقوش دائما منفصلة ونادرا ماتتواجد مع تشكيلات بشرية.

### أغراض ومعاني النقوش
للنقوش في الصحراء الكبرى، بما فيها أكاكوس،  أبعاد إلهية مرتبطة بشعور ديني وسحري، ولها أيضا أبعاد طبيعية تتجلى في الحيوانات المتوحشة الكبيرة، والرؤوس المستديرة من دون ملامح التي تنسب إلى البشر في وضعيات متنوعة في حياة القبيلة كالحفلات والعبادة.

## معرض الصور

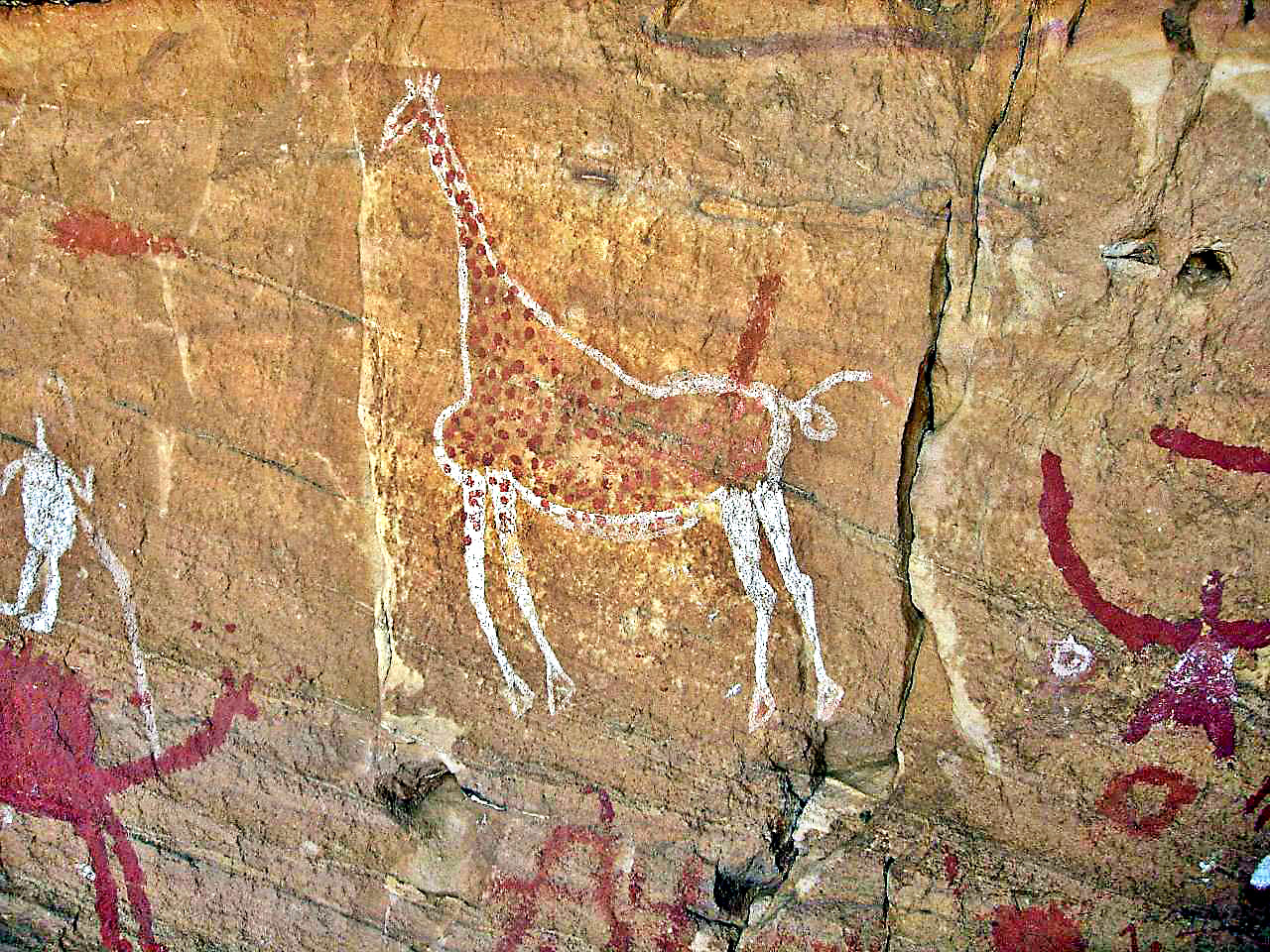
رسم تاريخي على الصخور في أكاكوس
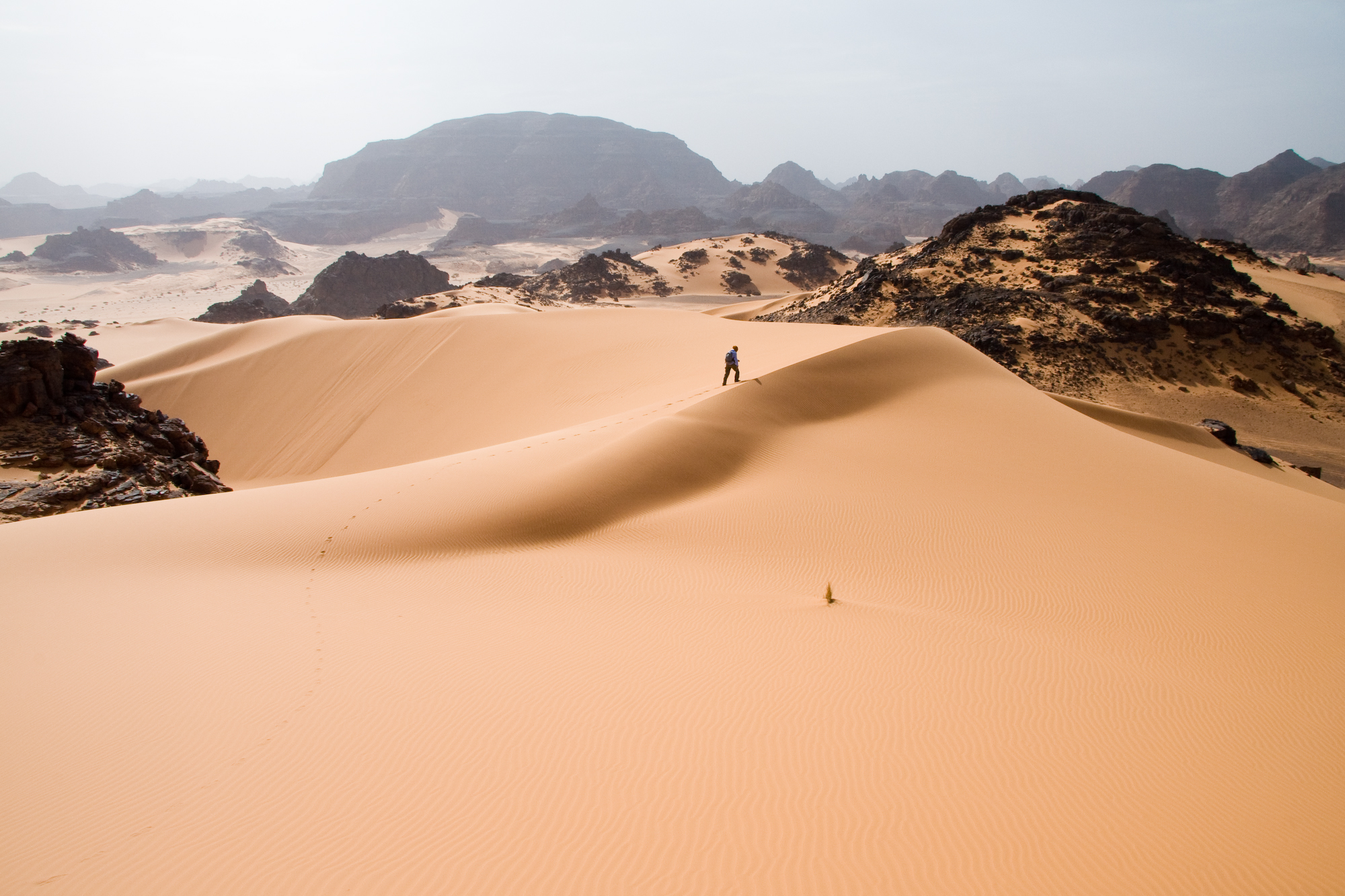
الكثبان الرملية في جبال أكاكوس
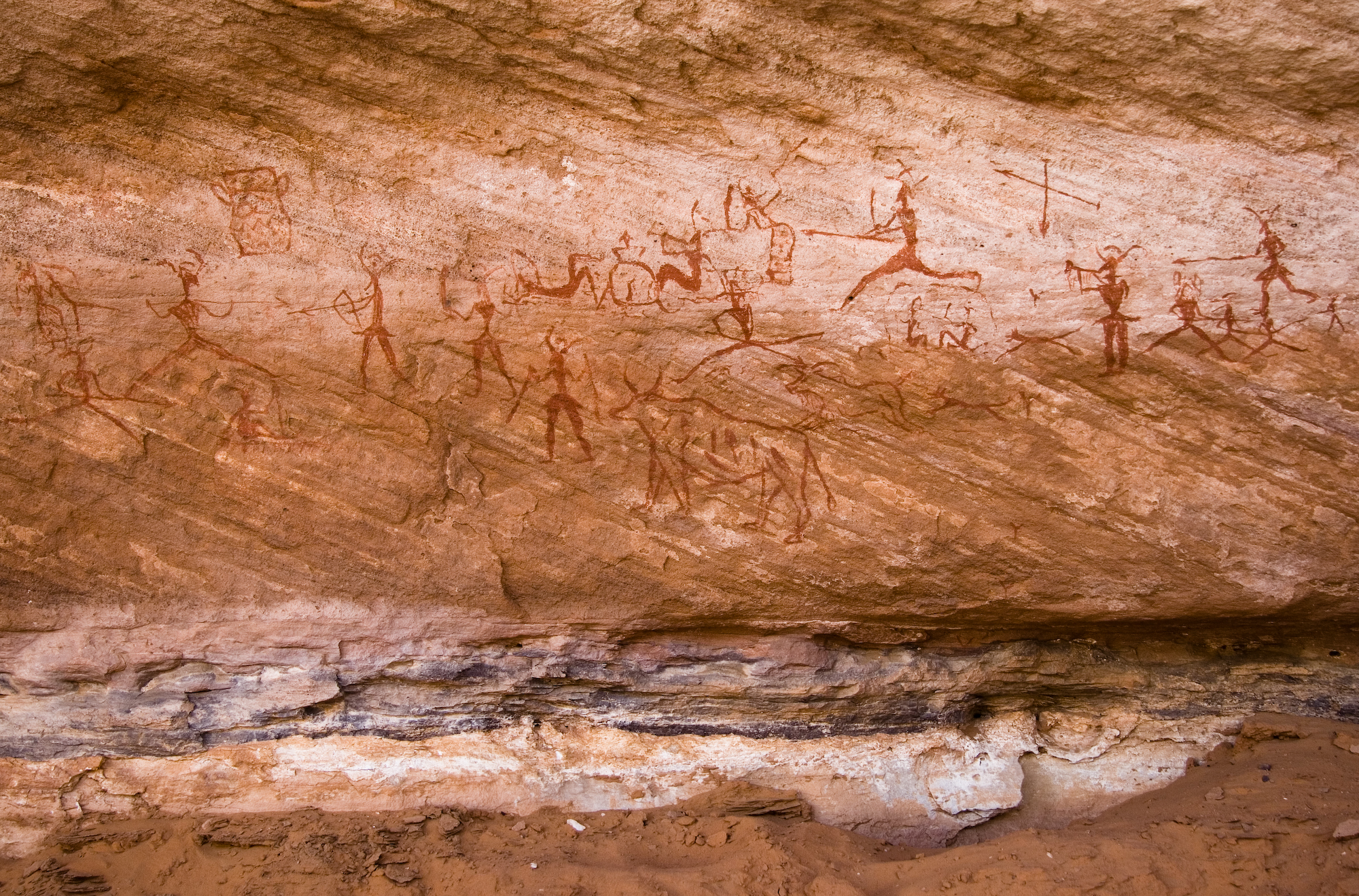
رسومات ملونة على الصخر في كهوف أكاكوس في ليبيا توضح حيوانات وبشر، وتبين التغير الدراماتيكي في الطبيعة في المنطقة.

## وصلات خارجية
- صحيفة وقائع اليونسكو
- أكاكوس - ألبوم الصور- موقع مندوبية ليبيا الدائمة لدى اليونسكو
- البعثة الأثرية الليبية-الإيطالية في أكاكوس
- منحوتات طبيعية في هضبة أكاكوس